# Он, Она или Оно
«Он, Она или Оно» (другое название — «Кукла») — франко-итальянский сюрреалистический, научно-фантастический фильм-гротеск 1962 года, снятый Жаком Баратье. Является экранизацией произведения Жака Одиберти. Премьера состоялась 7 ноября 1962 года.
Фильм участвовал в конкурсной программе 12-го Берлинского международного кинофестиваля (1962).

## Сюжет
Сюрреалистическая комедия, политическая сатира, которая происходит в мифической стране в Южной Америке. Диктатор был заменён похожим на него революционером, а жена диктатора подменена куклой (роботом).
В фильме Збигнев Цибульский сыграл две роли: кровавого диктатора и его двойника, революционера Кораля. Революционер готовит нападение на своё альтер эго — диктатора. Диктатор хочет уничтожить революционера.

## В ролях
- Збигнев Цибульский — диктатор Прадо Рот / революционер Кораль
- Сонн Тил — Марион / Кукла
- Клаудио Гора — Гильермо Морен, банкир
- Кэтрин Милинер — Мирт
- Жан Арон — профессор Пальмас
- Саша Питоефф — Саяс
- Даниэль Эмильфорк — Гант де Крин
- Жак Дюфило — старик-индеец
- Габриэль Джаббур — Иоахим
- Мишель де Ре — Гервасио
- Ласло Сабо — Паскуаль
- Роджер Карл — Терремоче
- Жан Галланд — Гонциано
- Макс Монтавон — учёный